# XXL (Mylène Farmer)
XXL è il primo singolo del album Anamorphosée della cantautrice francese Mylène Farmer, pubblicato il 19 settembre 1995.
Il singolo segna il ritorno della cantautrice sulla scena dopo l'insuccesso del film di Laurent Boutonnat, Giorgino.
La traccia è una canzone pop-rock accompagnata da un assolo di chitarra che costituisce la caratteristica principale della canzone. È ad oggi una delle canzoni più apprezzate e conosciute di Mylène Farmer.
Nel videoclip della canzone, diretto da Marcus Nispel, la Farmer è attaccata davanti ad una locomotiva che si muove nel paesaggio californiano.
Il singolo ha venduto circa 120 000 copie ed è il terzo singolo della carriera della Farmer ad arrivare al primo posto nelle classifiche francesi.

## Versioni ufficiali
1. XXL (Album e Single Version) (4:23)
2. XXL (Single Dance Mix) (4:23)
3. XXL (No Voice Remix Edit) (4:22)
4. XXL (German Radio Edit) (4:02)
5. XXL (Extra Large Remix) (5:03)
6. XXL (Distorded Dance Mix) (5:22)
7. XXL (New Remix Edit) (4:42)
8. XXL (New Remix Edit 2) (4:28)
9. XXL (UK Remix) (8:21)
10. XXL (JXL Remix) (7:26)
11. XXL (Version Live 96) (7:27)
12. XXL (Version Live 06) (5:28)
13. XXL (Version Live 09) (4:30)

## Lista di artisti che hanno cantato una cover del brano
- Le Festival Roblès (L'amour en 4L) (1996)
- Réjane (1998)
- Jonatan Cerrada (2009)
- Les enfoirés (2010)